# Maria Maggenti
Maria Maggenti (1962) is een Amerikaanse filmregisseur en scenarioschrijfster. Het best bekend is de door haar geschreven en geregisseerde film The Incredibly True Adventure of Two Girls in Love uit 1995. Ook schreef ze het scenario voor The Love Letter (1999) van Peter Chan met onder meer Ellen DeGeneres. In 2003 en 2004 maakte zij deel uit van het schrijversteam van de CBS-serie Without a Trace (2002-2006). Haar meest recente project is de film Puccini for Beginners uit 2006, die ze zowel schreef als regisseerde.